# Columbo: Waffen des Bösen
Waffen des Bösen (Originaltitel: The Conspirators) ist eine erstmals auf NBC gesendete Episode der Kriminalfilm-Reihe Columbo aus dem Jahr 1978. Die deutschsprachige Erstausstrahlung der fünften Folge der siebenten Staffel folgte erst 1992 auf RTL plus. Der neuseeländische Schauspieler Clive Revill verkörpert als Dichter und Waffenhändler Joe Devlin den Gegenspieler von Inspektor Columbo, dargestellt von Peter Falk.

## Handlung
Joe Devlin ist ein berühmter irischer Dichter, der sich in der Öffentlichkeit für die friedliche Beilegung des Nordirlandkonfliktes einsetzt. Insgeheim sammelt er auf Wohltätigkeitsveranstaltungen jedoch Spenden, um Waffenlieferungen an die Untergrundbewegung IRA zu finanzieren. Nach einer Autorenlesung nimmt der Zwischenhändler Vincent Pauley Kontakt zu ihm auf, indem er ein Buch mit dem Vermerk „Ourselves Alone“ als Erkennungszeichen signieren lässt. Pauley sucht Devlin am nächsten Tag in dessen Wohnung auf und verlangt eine zusätzliche Entschädigung für die Zusage, die bestellten 500 Sturmgewehre pünktlich zu liefern, damit sie zum vereinbarten Termin nach Belfast verschifft werden können. Später treffen sich beide zu weiteren Verhandlungen über die Abwicklung des Geschäftes in Pauleys Hotelzimmer. In der Zwischenzeit hat der misstrauische Devlin festgestellt, dass sein Verhandlungspartner für denselben Abend einen Flug gebucht hat und sich offenbar mit dem Geld nach Europa absetzen möchte. Als Pauley in Bedrängnis nach seiner Waffe greift, kommt Devlin ihm zuvor und erschießt ihn. Anschließend rollt er eine geöffnete Whiskyflasche mit der Aufschrift „Let Each Man be Paid in Full“ symbolisch in Richtung der auf dem Boden liegenden Leiche.
Drahtzieher der illegalen Waffengeschäfte im Hintergrund ist die wohlhabende Industriellenfamilie O’Connell. Die Familienoberhäupter äußern sich besorgt über die misslungene Übergabe, zumal der tatsächliche Waffenlieferant unbekannt ist. Devlin beteuert, alle Spuren verwischt und belastende Dokumente aus dem Hotelzimmer entwendet zu haben. Kurz darauf trifft Columbo ein und befragt ihn nach einem signierten Buch, das beim Toten gefunden wurde. Devlin behauptet anfangs, sich weder an die ungewöhnliche Eintragung noch an Pauley selbst erinnern zu können. Im Gespräch mit einer Buchverkäuferin findet der Inspektor heraus, dass es sich bei den Wörtern um die anglisierte Version der von den irischen Nationalisten benutzten politischen Parole „Sinn Féin“ handelt. Am Tatort versucht er zusammen mit Devlin, die Ereignisse zu rekonstruieren. Verdacht erregt insbesondere der abseits der feuchten Auslaufstelle liegende Fundort der Flasche. Außerdem ist die Whiskymarke im Hotel nicht erhältlich, das Opfer müsse demnach die Vorlieben seines Mörders gekannt und die Flasche mitgebracht haben. Bei der Durchsuchung des Zimmers findet Columbo einen unter einer Lampe versteckten Zettel, auf dem die Abkürzung „LAP 213“ vermerkt ist. Zur Fortsetzung des Gedankenaustausches lädt Devlin den Inspektor in einen irischen Pub ein. Nach dem Mittagessen bringt die Serviererin Devlins Lieblingswhisky an den Tisch – dieselbe Marke, die neben dem Ermordeten lag.
Am nächsten Tag folgt Devlin einer Spur aus Pauleys Unterlagen und begibt sich zum Wohnmobilverkäufer sowie mutmaßlichen Waffenhändler Chuck Jensen, der die Absichten seines Besuchers zunächst nicht richtig deuten kann. Die O’Connells sind über den erneuten Fehlschlag aufgebracht, müssen die hitzige Diskussion aber unterbrechen, als Columbo hinzukommt und von Pauleys wahrer Identität berichtet. Unter Druck unternimmt Devlin danach mehrere vergebliche Versuche, Waffen aus anderen Quellen zu beschaffen. Auch der Kapitän des Schmugglerschiffes ist nicht bereit, die Abreise zu verzögern. Der Inspektor hat inzwischen die Bedeutung der Abkürzung auf dem Zettel entschlüsselt und erblickt Devlin am „Los Angeles Pier 213“ an Bord des Frachters. Er vermutet, dass das Schiff für den Transport der Waffen vorgesehen ist, und ordnet eine Durchsuchung an. In einem Radio-Interview zitiert Devlin das Gedicht eines angeblichen Freiheitskämpfers, das dieser an die Wand einer Gefängniszelle geschrieben hatte, in die Devlin als von Idealismus besessener Jugendlicher eingesperrt war. Damit untergräbt er einmal mehr seine Glaubwürdigkeit, weil sich der glorifizierte Verfasser nach Recherchen der Polizei als früheres IRA-Mitglied entpuppt. Nach der Ausstrahlung des Interviews wird Devlin von Jensen angesprochen. Er ist bereit, die in einem Wohnmobil versteckten Waffen zu den ursprünglich mit Pauley vereinbarten Konditionen zu verkaufen. Columbo und Devlin treffen sich am Abend wieder im Pub. Der Inspektor versichert, er stünde kurz vor der Aufklärung des Falles. Beiläufig wird er Zeuge einer Angewohnheit Devlins, der die Whiskyflaschen bei jedem Anlass mit seinem Diamantring markiert, um übermäßigen Konsum zu vermeiden.
Die Durchsuchung des verdächtigen Frachters verläuft am Folgetag ergebnislos. Als Columbo am Hafen eintrifft, hat das Schiff gerade abgelegt. Mithilfe eines Münzfernrohres entdeckt der Inspektor am Mast des Schleppers das Firmenemblem der O’Connells, das er zuvor in deren Haus auf einer Stickerei gesehen hatte. In einer Bar in der Nähe des Hafens begießt Devlin derweil seinen scheinbar kurz bevorstehenden Triumph. Columbo reißt ihn aus der glückseligen Stimmung und eröffnet die Beweisführung. Der Spruch auf dem Flaschenetikett erscheine ihm wie die lyrische Betitelung eines Todesurteils für einen Verräter. Darüber hinaus präsentiert der Inspektor Großaufnahmen von den Markierungen auf allen sichergestellten Flaschen und weist nach, dass alle Kratzer – vergleichbar mit einem Fingerabdruck – von demselben Diamanten stammen. Devlin nimmt die Neuigkeiten in gewohnt philosophischer Manier und der Überzeugung auf, dass sein übergeordnetes Ziel, nämlich der Waffenschmuggel, so gut wie erreicht sei. Doch die Küstenwache wurde bereits von Columbo informiert und hindert die Schiffe am Auslaufen. Der Inspektor erklärt, die Waffen befänden sich noch auf dem Schlepper und hätten erst kurz vor dem Erreichen der offenen See auf den Frachter umgeladen werden sollen.

## Besetzung und Synchronisation
Die deutschsprachige Synchronfassung entstand im Jahr 1992 bei der Alster Studios Synchron.
| Figur                | Darsteller       | Deutscher Sprecher |
| -------------------- | ---------------- | ------------------ |
| Lieutenant Columbo   | Peter Falk       | Claus Biederstaedt |
| Gaststars            |                  |                    |
| Joe Devlin           | Clive Revill     | Holger Mahlich     |
| Kate O’Connell       | Jeanette Nolan   | Ursula Zeitz       |
| George O’Connell     | Bernard Behrens  | Joachim Richert    |
| Kerry Malone         | Michael Horton   |                    |
| Vincent Pauley       | Albert Paulsen   | Volker Bogdan      |
| Chuck Jensen         | L. Q. Jones      | Gerhart Hinze      |
| Weitere Darsteller   |                  |                    |
| Angela               | Deborah White    |                    |
| Captain              | Sean McClory     | Ben Hecker         |
| Michael Moore        | Michael Prince   |                    |
| Leach                | Donn Whyte       |                    |
| Abschleppwagenfahrer | Johnny Silver    | Hans Irle          |
| Carole Hemingway     | Carole Hemingway | Brigitte Böttrich  |
| Brandon              | John McCann      | Alfred Rücker      |
| Zollbeamter          | Kedric Wolfe     | Herbert Tennigkeit |

## Rezeption
Die Fernsehzeitschrift TV Spielfilm vergab eine positive Wertung (Daumen hoch): „Gewitztes Spiel um Tod und Täuschung. […] Selten hatte der schrullige Ermittler mit einem Mörder so viel Spaß.“
Der Autor Michael Striss wertete mit zwei von vier Sternen (durchschnittlich). Er hinterfragte insbesondere die Besetzung des skrupellosen Gegenspielers: „Mit dem politischen Extremismus wurde ein neues Thema bei »Columbo« angegangen. Ob allerdings Clive Revill, dessen hauptsächliche Domäne komische Rollen sind (sichtbar wird dieses Talent bei Devlins Anekdoten vor Publikum), dafür die richtige Person ist, bleibt zweifelhaft. Mit Jeanette Nolan, L. Q. Jones und Albert Paulsen sind weitere routinierte Film- und Fernsehakteure mit von der Partie. Regie führte Leo Penn […], mit dem 1989 auch die neuen Abenteuer des Inspektors beginnen sollten. Bis dahin aber gönnte sich Columbo eine Ruhepause: Elf Jahre Zeit, um sich mehr seiner Frau zu widmen, mit ihr zum Bowling zu gehen oder vielleicht auch den einen oder anderen Abendschulkurs zusammen zu besuchen.“
Der Autor Mark Dawidziak sah einen würdigen Abschluss: „Obwohl Howard Berks Des Teufels Corporal als eine der besten Columbo-Episoden gefeiert wird, äußert der Autor eine Vorliebe für Waffen des Bösen, den letzten der 45 Krimis. […] Abgesehen von der üblichen Aufblähung, die die meisten zweistündigen Episoden begleitet, ist Waffen des Bösen ein großartiges Finale für die Serie. Mit einem Grinsen, das ihr todernstes Spiel verbirgt, versuchen Falk und Revill […], sich gegenseitig zu beschwören. Es ist ein skurriles Duell zwischen zwei Kobolden. Die Waffen sind gesunder Menschenverstand und Schmeichelei. Man erinnert sich daran, dass Levinson und Link Columbo ursprünglich als Kobold beschrieben haben. Die Folge liefert Columbo sogar einen passenden Ausstiegssatz: »Bis hierher und nicht weiter.« Es würde sich nur als allzu wahr erweisen.“